# Blasser Kokosflocken-Milchling
Der Blasse Kokosflocken-Milchling (Lactarius glyciosmus) ist eine Pilzart aus der Familie der Täublingsverwandten (Russulaceae). Es ist ein kleiner bis mittelgroßer Milchling, der einen rosa bis creme-bräunlichen, samtigen Hut hat und arttypisch nach Kokosflocken riecht. Die Fruchtkörper des scharf schmeckenden und ungenießbaren Milchlings erscheinen von August bis Oktober bei Birken. Andere Namen für den Milchling sind Kleiner Kokosflocken-Milchling oder Blasser Duft-Milchling.

## Merkmale

### Makroskopische Merkmale

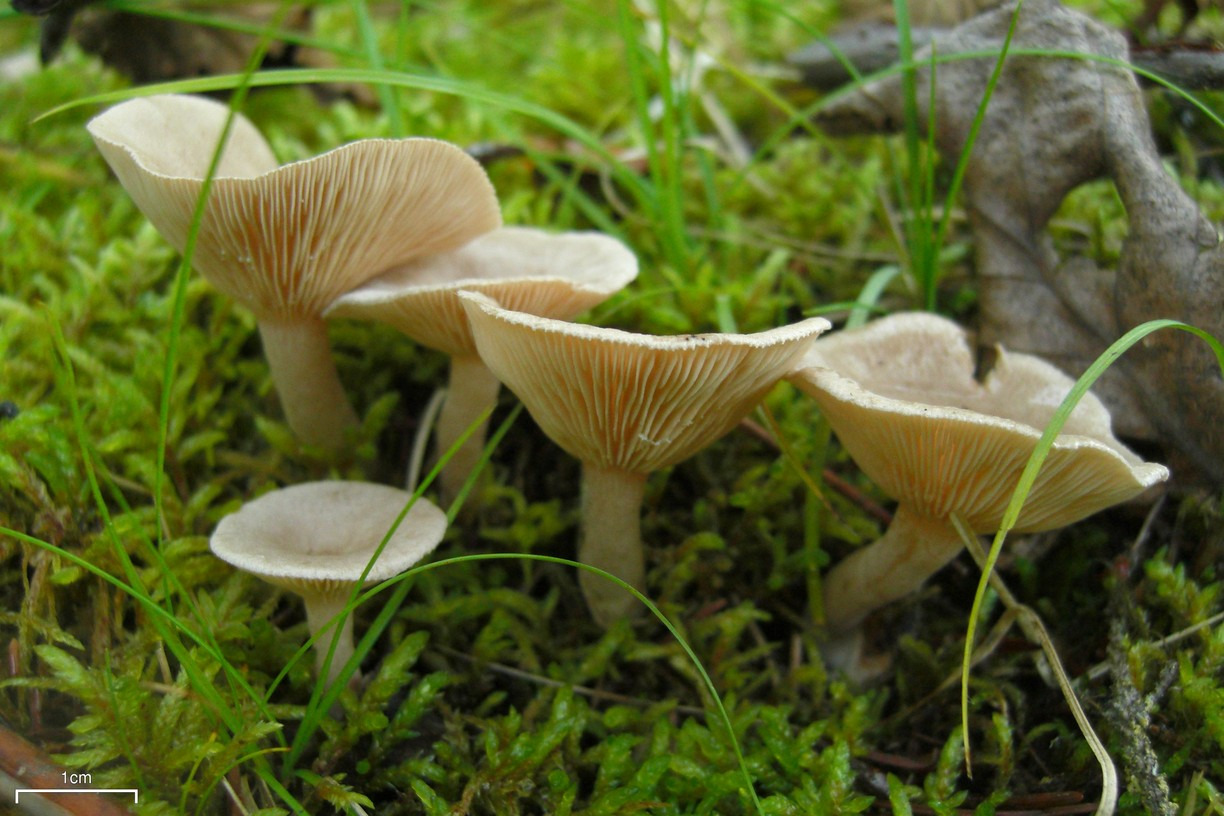
Die Fruchtkörper von Lactarius glyciosmus duften angenehm nach Kokosflocken, wie der deutsche Name vermuten lässt.

Der Hut ist 12–6 cm breit und zuerst gewölbt und mit eingerolltem Rand, doch schon bald ausgebreitet und leicht niedergedrückt. Oft trägt er in der Mitte einen kleinen Buckel. Die Hutoberfläche ist trocken, matt bis feinsamtig und oft reifartig oder weißflaumig überzogen. Mitunter ist die Huthaut auch schwach kleinschuppig. Der Hut ist hellgrau, blass graubräunlich, graurosa oder fleischrosa gefärbt und blasst im Alter stumpf cremefarben bis rosabräunlich aus. Er ist am Rand oft blasser gefärbt, meist aber ungezont, kann aber auch undeutlich gezont sein. Bei Feuchtigkeit ist der Hut leicht hygrophan.
Die ziemlich schmalen Lamellen sind am Stiel angewachsen oder laufen kurz daran herab. Sie stehen ziemlich gedrängt und sind mehr oder weniger untermischt aber nicht gegabelt. Sie sind erst weißlich-rosa bis blassocker gefärbt und später blass ockerfarben. Im Alter sind sie auch bräunlich oder graubraun gefleckt. Das Sporenpulver ist cremefarben bis blassocker.
Der schlanke, mehr oder weniger zylindrische Stiel ist 2–7 cm lang und bis 0,5–1 cm dick. Er ist ziemlich weich und brüchig und häufig zusammengedrückt oder gefurcht. Das Stielinnere ist zuerst ausgestopft, wird aber schon bald hohl. Die Stielrinde ist glatt und trocken und an der Spitze oft leicht bereift. Der Steil ist ähnlich wie der Hut gefärbt oder blasser. Die Stielbasis ist oft von einem weißlichen Filz überzogen.
Das weißliche Fleisch ist weich und brüchig. Durchfeuchtet ist es blass cremefarben bis rosabräunlich. Es schmeckt erst mild und wird dann langsam leicht scharf und riecht leicht fruchtig und arttypisch nach Kokosflocken. Die relativ spärlich fließende Milch ist unveränderlich weißlich und schmeckt ebenfalls erst mild und dann mäßig scharf.

### Mikroskopische Merkmale

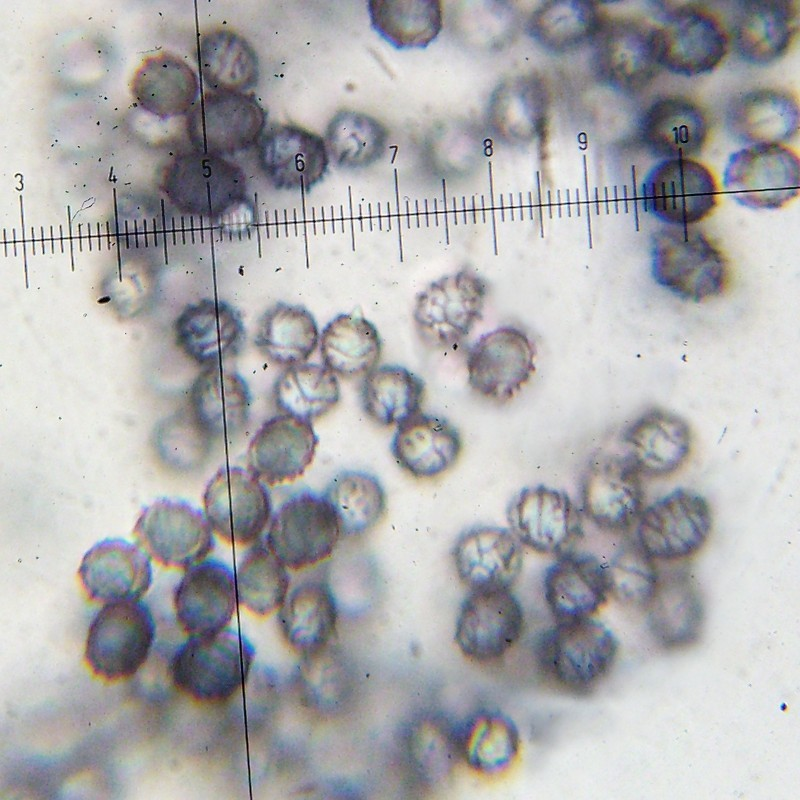
Angefärbte Sporen des Blassen Kokosflocken-Milchlings unter dem Lichtmikroskop

Die breitelliptischen Sporen sind durchschnittlich 6,5–8,1 µm lang und 5,0–6,3 µm breit. Der Q-Wert (Quotient aus Sporenlänge und -breite) ist 1,1–1,3. Das Sporenornament ist 0,5–1,0 µm hoch und besteht aus einzelnen, gratig verlängerten Warzen und Rippen, die mehrheitlich zebrastreifenartig angeordnet und nur teilweise netzartig verbunden sind. Der Hilarfleck ist inamyloid oder nur im äußeren Teil amyloid.
Die leicht keuligen Basidien messen 28–46 × 8–12 µm und tragen meist vier Sterigmen. Die Lamellenschneiden sind heterogen und tragen neben den Basidien zahlreiche, keulige bis bauchige, 40–85 µm lange und 7–10 µm breite Cheilomakrozystiden. Die 40–75 µm langen und 7–12 µm breiten Pleuromakrozystiden sind keulig bis spindelig und wenig zahlreich. An der Spitze sind sie stumpf oder mehr oder weniger zugespitzt.
Die Huthaut (Pileipellis) ist eine nur schwach entwickelte Cutis, die teilweise in ein Trichoderm übergeht. Sie besteht mehrheitlich aus parallel liegenden, 3–12 µm breiten Hyphen und aus einzelnen aufsteigenden und vorstehenden Hyphenenden. Die Hyphenwände sind teilweise schwach gelatinisiert, dazwischen sind einzelne Lactiferen eingestreut.

## Artabgrenzung

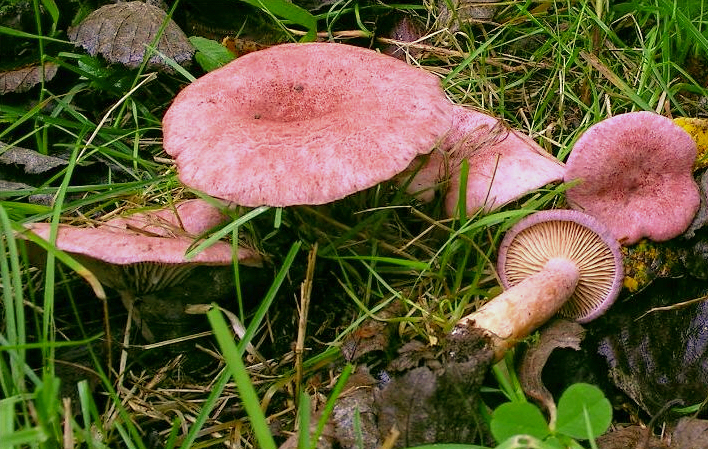
Nur ausgeblasste Exemplare des Lila Milchlings (Lactarius lilacinus) können dem Blassen Duft-Milchling ähnlich sehen.

Der Blasse Kokosflocken-Milchling ist durch seinen angenehmen Kokosflockengeruch und sein Vorkommen unter Birken auf trockenen bis frischen Böden nahezu sicher gekennzeichnet. Nur der etwas größere, dunkler graubraun gefärbte Dunkle Duftmilchling (Lactarius mammosus) hat annähernd den gleichen Geruch, wenn auch deutlich schwächer. Er wächst in kalkarmen Nadelwäldern und ist daher öfter unter Fichten anzutreffen. Auch er schmeckt scharf und ist ungenießbar. Ebenfalls ähnlich ist der sehr seltene Gebuckelte Milchling (Lactarius pilatii). Er ist jedoch geruchlos und die Huthaut ist im jungen, frischen Zustand klebrig bis schleimig und kuhrot gefärbt und erinnert damit an Kuhroten Milchling (Lactarius hysginus). Zwar ist der Milchling auch ein Birkenbegleiter, er wächst aber vorzugsweise in Hochmooren inmitten von triefend nassen Torfmoospolstern.
Eine gewisse Ähnlichkeit haben auch ausgeblasste Fruchtkörper des Lila Milchlings (Lactarius lilacinus). Sie sind  etwas robuster, riechen obstartig und wachsen bei Erlen.

## Ökologie
Der Milchling wächst meist gesellig oder in kleineren Gruppen in Hochmooren, Wäldern oder in Parkanlagen unter Birken. Man findet in häufig an grasigen Waldstellen oder in Moospolstern auf basenarmen mehr oder weniger frischen Böden. Die Fruchtkörper erscheinen zwischen August bis Oktober.

## Verbreitung

Verbreitung des Blassen Duft-Milchlings in Europa. Grün eingefärbt sind Länder, in denen der Milchling nachgewiesen wurde. Grau dargestellt sind Länder ohne Quellen oder Länder außerhalb Europas.

Der Milchling ist in Nordamerika (USA, Kanada) Nordasien (Mongolei) und in Europa verbreitet. Er wurde auch in Neuseeland nachgewiesen. Er ist in ganz Fennoskandinavien häufig und sein Verbreitungsgebiet reicht bis in die arktische Zone. Er wurde auch auf Spitzbergen und in Grönland nachgewiesen. In Mitteleuropa ist er seltener und in Südeuropa kommt er wohl ausschließlich in den Gebirgen vor. In Deutschland ist der Blasse Kokosflocken-Milchling weit verbreitet und in Österreich und der Schweiz häufig.

## Systematik
Lactarius glyciosmus wurde 1818 erstmals von E. M. Fries als Agaricus glyciosmus beschrieben, 1838 stellte er ihn dann in die Gattung Lactarius, sodass er seinen heute gültigen Namen erhielt. Lactarius glyciosmus ist synonym zu Galorrheus glyciosmus (Fr.) P. Kummer 1871 und Lactifluus glyciosmus (Fr.) Kuntze 1891. Er wurde außerdem von einigen Autoren (Quél., und Rick) fälschlicherweise Lactarius mammosus genannt. Lactarius mammosus Fr., der Dunkle Duft-milchling ist aber eine eigenständige Art. Das latinisierte Artattribut (Epitheton) glyciosmus leitet sich von den altgriechischen Wörtern glukos „süß“, und osmos „riechen“ ab.

### Infragenerische Systematik
Der Blasse Kokosflocken-Milchling (Lactarius glyciosmus) ist die Typart der Sektion Colorati. Die Vertreter der Sektion haben samtige bis filzige und niemals schmierige Hüte. Die unveränderliche Milch ist spärlich und/oder wässrig. Bei Bon hat die Sektion Colorati ursprünglich den Rang einer Untergattung. M. Basso stellt die Sektion Colorati in die Untergattung Russularia, während sie Heilmann-Clausen sie in die Untergattung Piperites stellt.

## Bedeutung

### Speisewert
Der Täubling gilt in Süd- und Mitteleuropa wegen seines scharfen Geschmackes als ungenießbar. In Osteuropa wird er aber trotzdem als Speisepilz gesammelt.

### Inhaltsstoffe

Aus Lactarius glyciosmus isolierte Sesquiterpene

Wie wohl alle Milchlinge enthält der Blasse Kokosflocken-Milchling verschiedene Sesquiterpene, die auch für den scharfen Geschmack verantwortlich sind. Da die Sesquiterpene erst enzymatisch aus einem Fettsäureester freigesetzt werden, schmeckt das Fleisch und die Milch anfangs noch mild.
Die bekanntesten Sesquiterpene des Kokosflocken-Milchling sind die beiden Lactarane Blennin A und sein Sterioisomer Lactarorufin N sowie das Secolactaran Blennin C. Blennin A und C wurden – wie der Name schon verrät – zuerst aus L. blennius dem Graugrünem Milchling isoliert und kommen bei ziemlich vielen Milchlingen vor. Beide Verbindungen haben einen starken inhibitorischen Effekt auf die Leukotrien C4 Biosynthese und wirken so entzündungshemmend.